# Индекс стоимости жизни ACCRA
Индекс стоимости жизни (англ. Cost of Living Index,  COLI), бывший индекс стоимости жизни ACCRA, представляет собой меру разницы в стоимости жизни между городскими районами в Соединенных Штатах, составляемую Советом по общественным и экономическим исследованиям.

В 1968 году индекс был впервые опубликован и сравнивал цены на товары и услуги в городских районах США.

Индекс широко используется экономистами, исследователями и корпорациями для измерения относительной стоимости жизни..

ACCRA COLI сравнивает различия в стоимости жизни между городскими районами в США, взвешенные по разным видам потребительских расходов в домохозяйствах среднего уровня. Индекс сравнивает стоимость жизни в более чем 300 городах США.

## Данные ACCRA COLI признаются
- Бюро переписи населения США
- Бюро статистики труда США
- CNN Money (CNN Business)
- Советом экономических советников президента.

## 10 самых доступных мест для жизни в США
Десять самых доступных городов США, по соотношению среднего дохода к расчетной стоимости жизни. Чем выше этот коэффициент, тем меньше расходы по отношению к доходу и тем больше денег останется у жителя со средним доходом и расходами после оплаты основных расходов.
| Рейтинг доступности | Город                  | соотношение доходов и расходов | Оценка стоимости жизни | Средний доход домохозяйства |
| ------------------- | ---------------------- | ------------------------------ | ---------------------- | --------------------------- |
| 1                   | Сидар-Парк Техас       | 1,384                          | 58 497 $               | 80 954 $                    |
| 2                   | Мидленд Техас          | 1,357                          | 60 894 $               | 82 650 $                    |
| 3                   | Огден Юта              | 1,318                          | 60 136 $               | 79 251 $                    |
| 4                   | Роли Северная Каролина | 1,317                          | 60 830 $               | 80 096 $                    |
| 5                   | Прово Юта              | 1,294                          | 61 145 $               | 79 152 $                    |
| 6                   | Де-Мойн Айова          | 1,287                          | 61 145 $               | 71 164 $                    |
| 7                   | Остин Техас            | 1,268                          | 63 855 $               | 80 954 $                    |
| 8                   | Миннеаполис Миннесота  | 1,266                          | 66 125 $               | 83 698 $                    |
| 9                   | Сент-Пол Миннесота     | 1,260                          | 66 440 $               | 83 698 $                    |
| 10                  | Винчестер Вирджиния    | 1,254                          | 61 082 $               | 76 583 $                    |

## Прочие индексы
Есть и другие индексы, например, исследование швейцарского банка UBS Group AG, выпускаемый каждые 3 года, или EDA (Федеральное министерство иностранных дел). 

Оба исследования относятся только к нескольким и обычно крупным городам, в которых есть представительства UBS и Швейцарии.